# Alžír (České Budějovice)
Alžír je bývalý hostinec, divadelní sál a středisko společenského života na Pražském předměstí v Českých Budějovicích.

## Historie
Patrovou budovu na rohu ulic Jírovcova a Riegrova postavil v letech 1819–1820 Antonín Pokorný. V roce 1835 byl v budově zřízen hostinec, který dostal název Alžír dle stejně označované přilehlé části Jírovcovy ulice. Koncem 19. a začátkem 20. století byl Alžír významným centrem kulturního, veřejného a politického života budějovických Čechů. Od 1895 do 1909 se zde konala česká divadelní představení, protože městské divadlo získávaly do pronájmu většinou německé soubory. V divadelním sále Alžíru, stojícím na zahradě hostince, hrály např. divadelní společnosti Frýdova, Brázdova, Housova, Muškova, Kaňkovského a také místní ochotníci, vystupovali zde Jindřich Mošna, Josef Šmaha, Ema Destinnová a jiní hostující umělci. Pestrý repertoár významně obohacoval kulturní život města.
Počátkem 20. století byla v budově klubovna prvních budějovických hokejistů, kteří v zimě trénovali a pořádali zápasy na kluzišti vytvořeném na nedalekém Palackého náměstí.
V roce 1908 se v alžírském divadelním sále (zvaném Tingltangl Alžír) konalo první filmové představení v Českých Budějovicích, jednalo se o záběry z rusko-japonské války.
Stavební závady však vedly v roce 1909 k uzavření divadelního sálu. Budova postupně dále chátrala až do roku 1948, kdy živnost znárodnil stát. Hostinec tu existoval ještě do 60. let 20. století a nakonec byl v objektu městským národním výborem zřízen sklad podniku Zelenina. Po roce 1989 byla budova navrácena potomkům původních majitelů.
Budova byla v roce 2008 zapsána na seznam kulturních památek.
V letech 2018–2019 proběhla rozsáhlá rekonstrukce budovy a v přízemí byla zřízena kavárna Alžír.

## Galerie

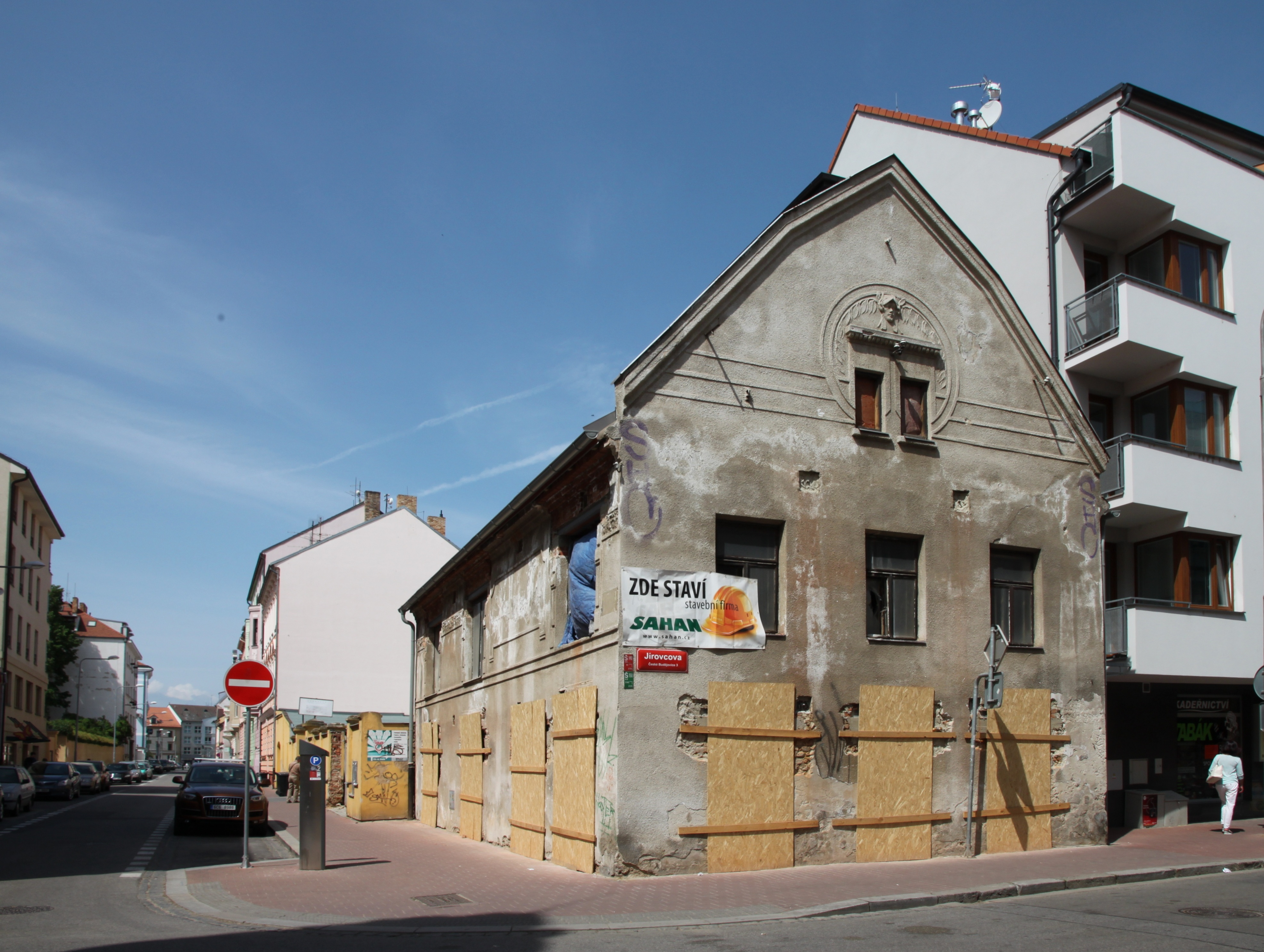
Stav před rozsáhlou rekonstrukcí v letech 2018–2019
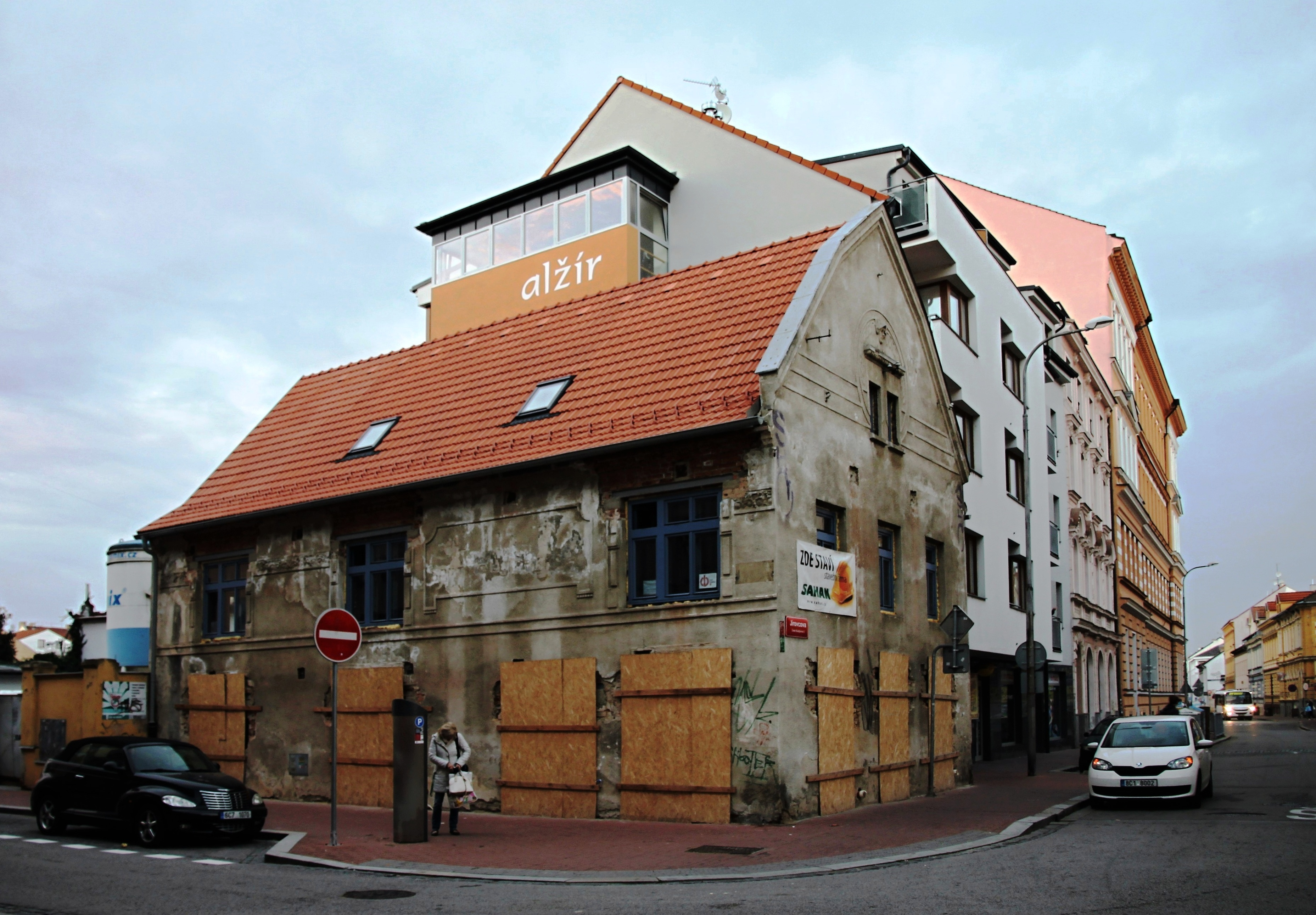
Stav před rozsáhlou rekonstrukcí v letech 2018–2019
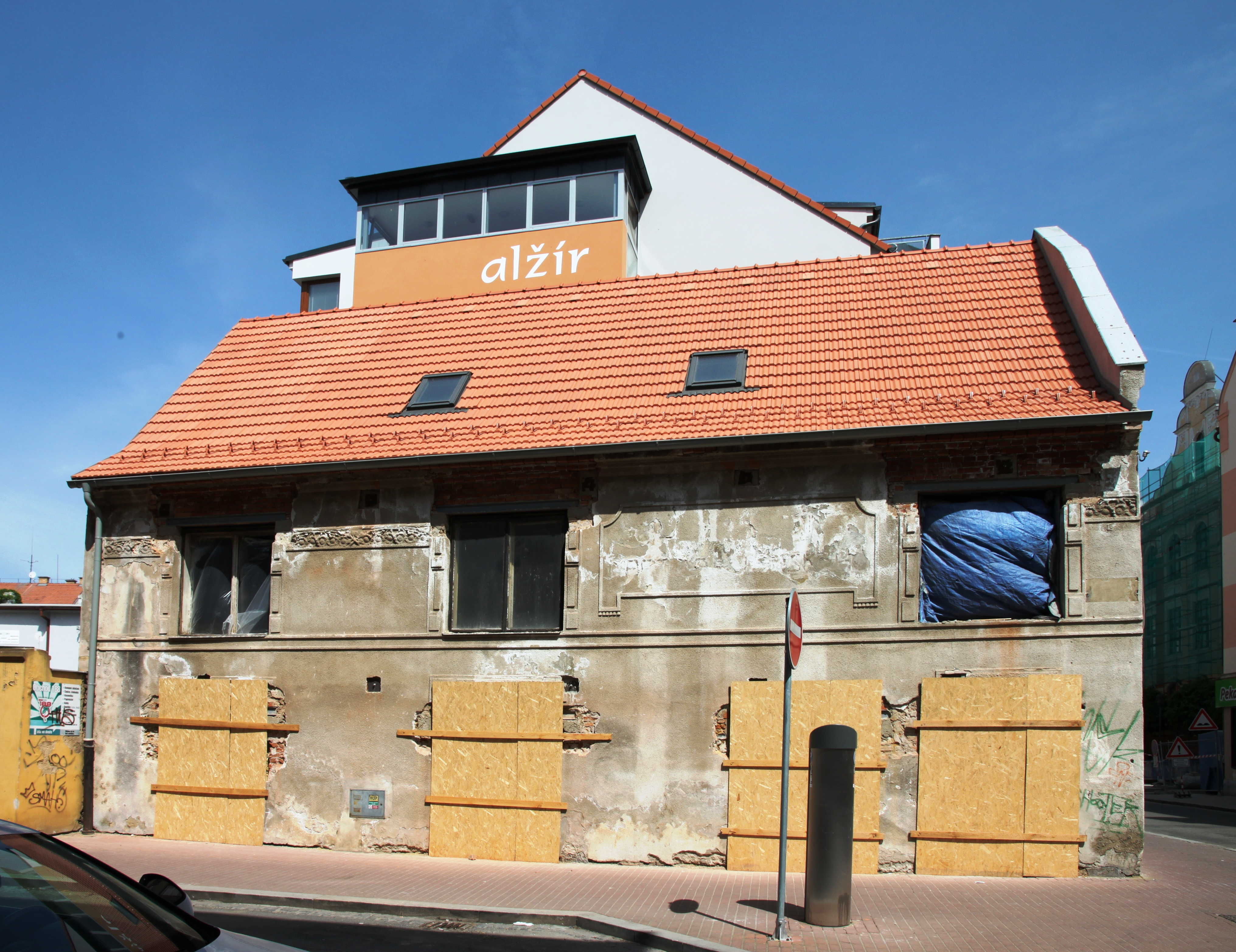
Stav před rozsáhlou rekonstrukcí v letech 2018–2019
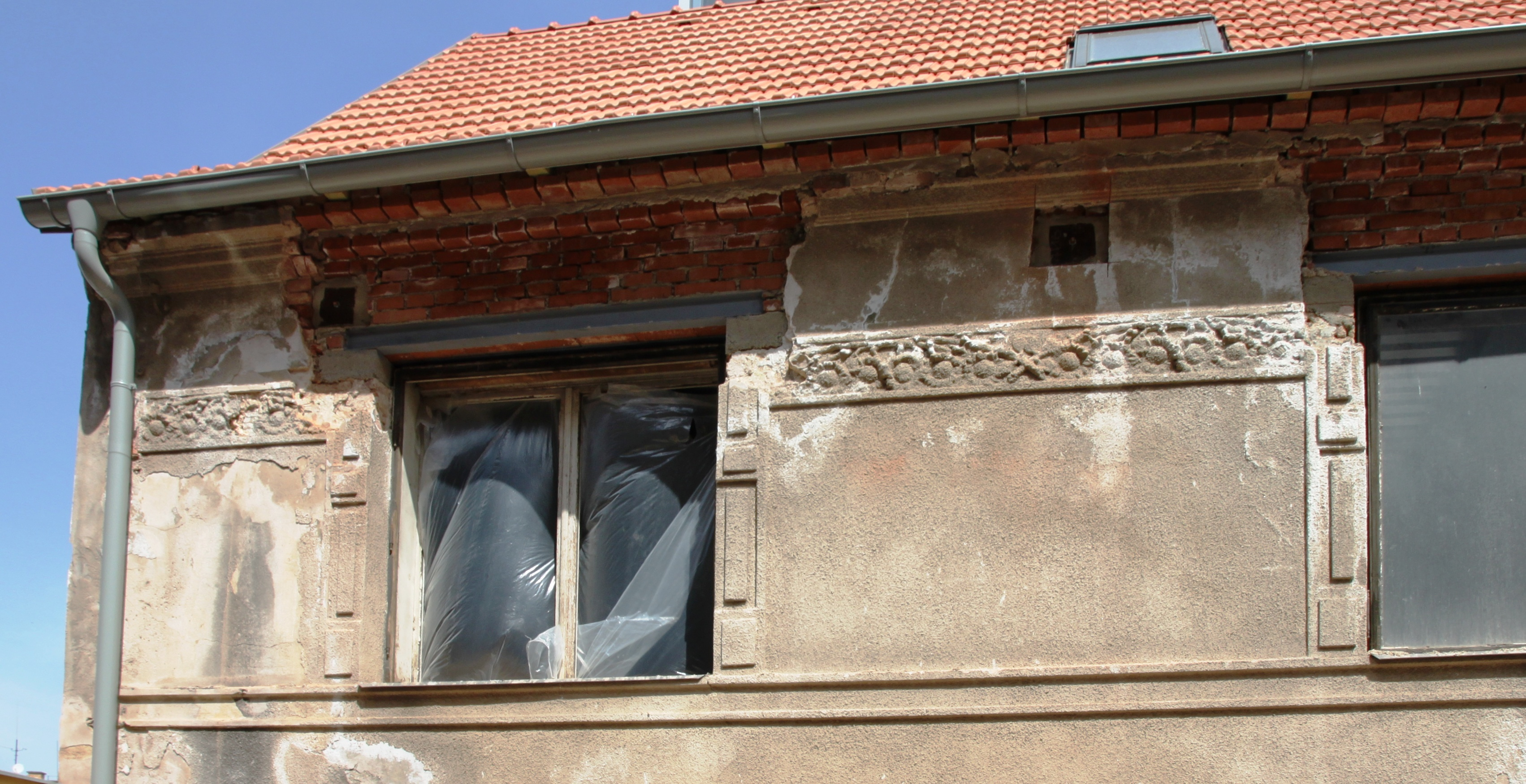
Stav před rozsáhlou rekonstrukcí v letech 2018–2019
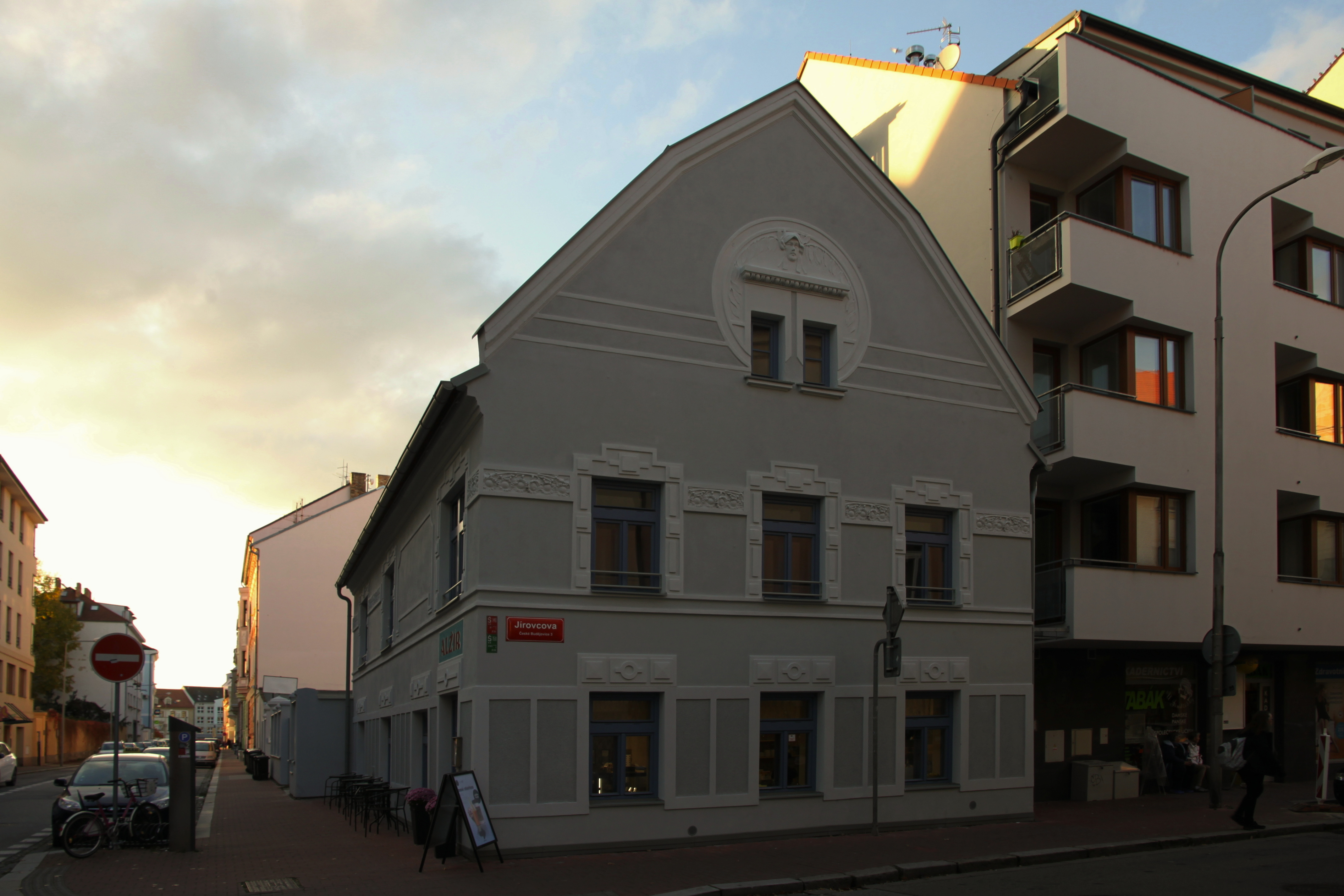
Současný stav
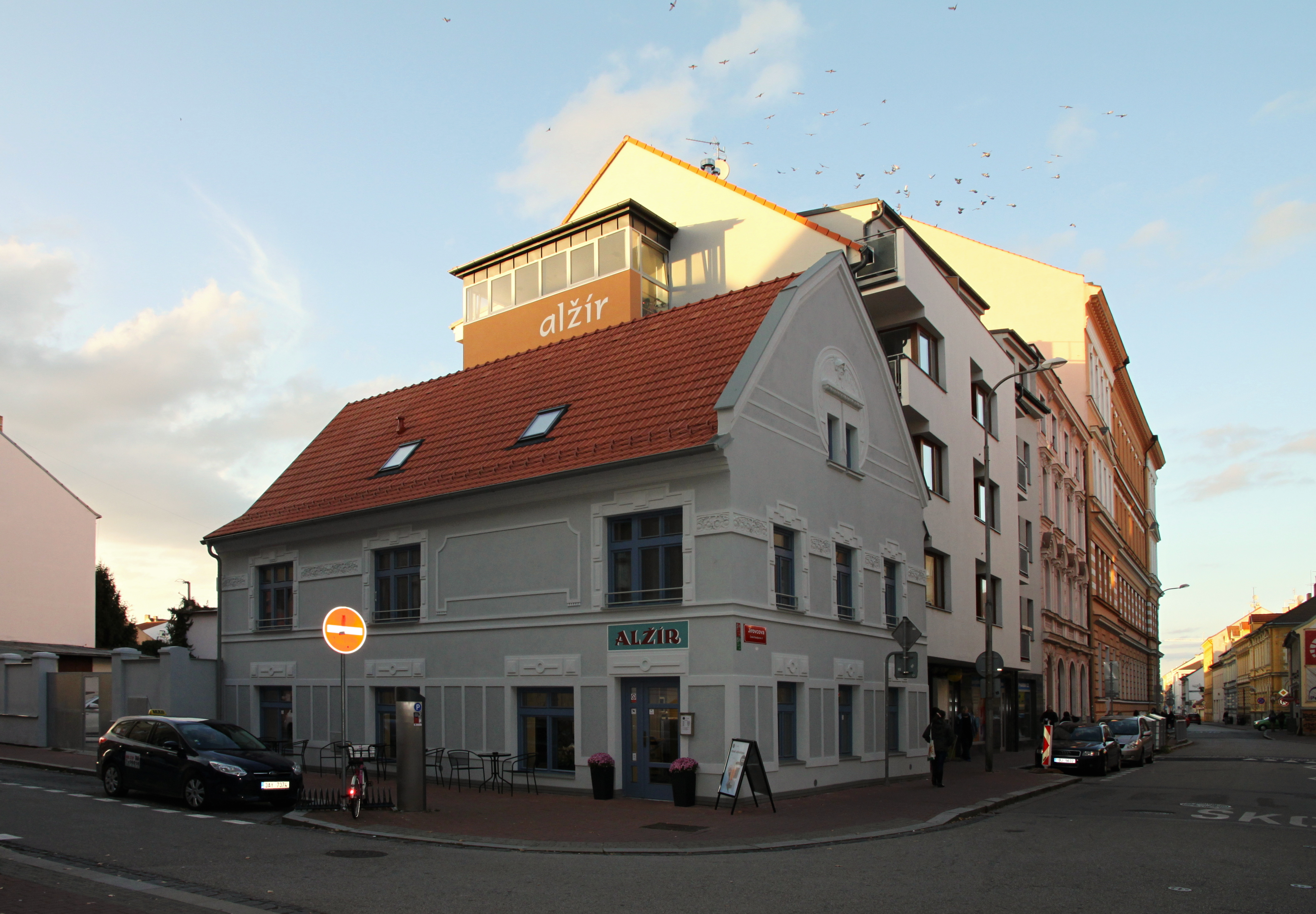
Současný stav
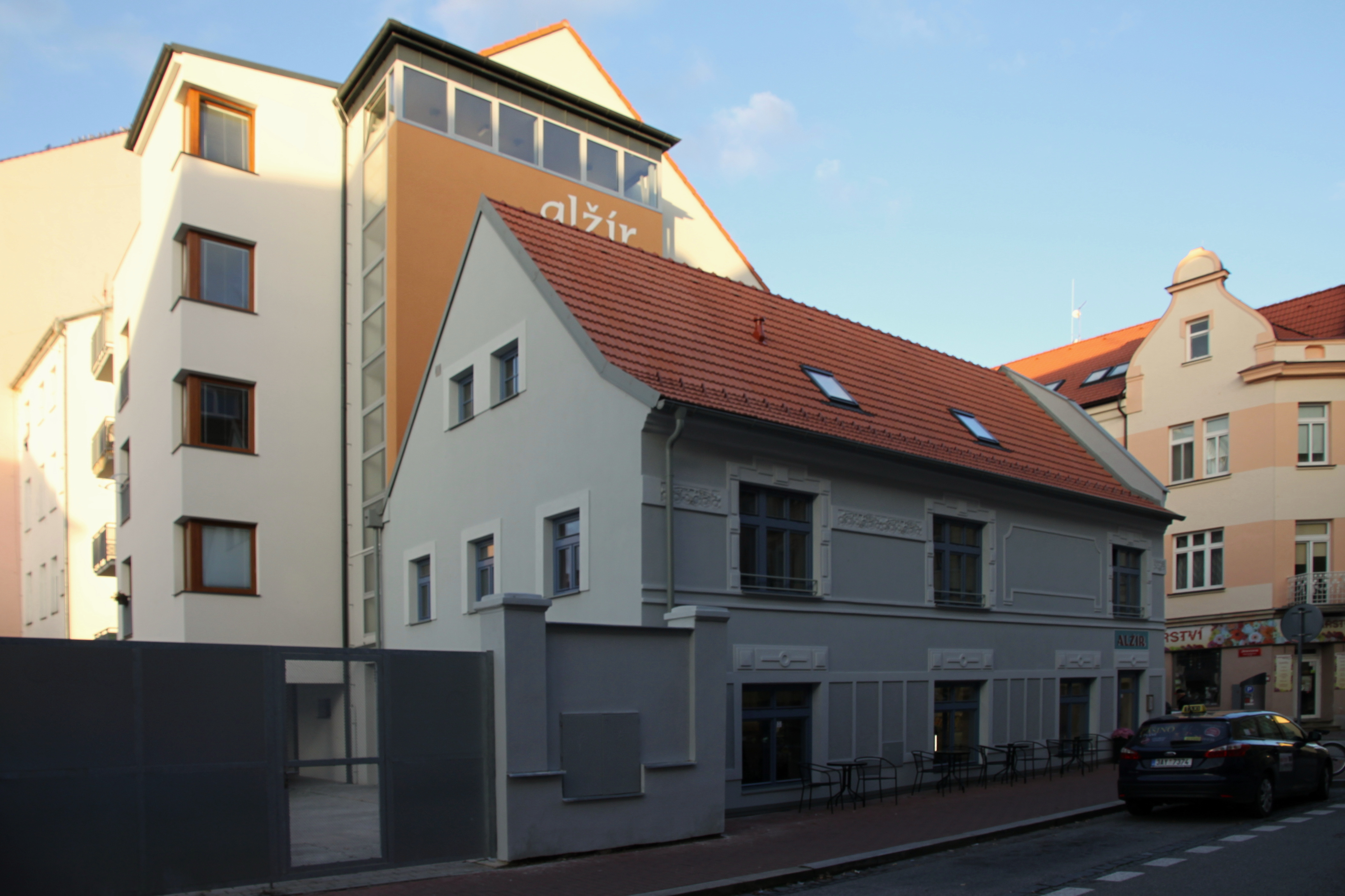
Současný stav
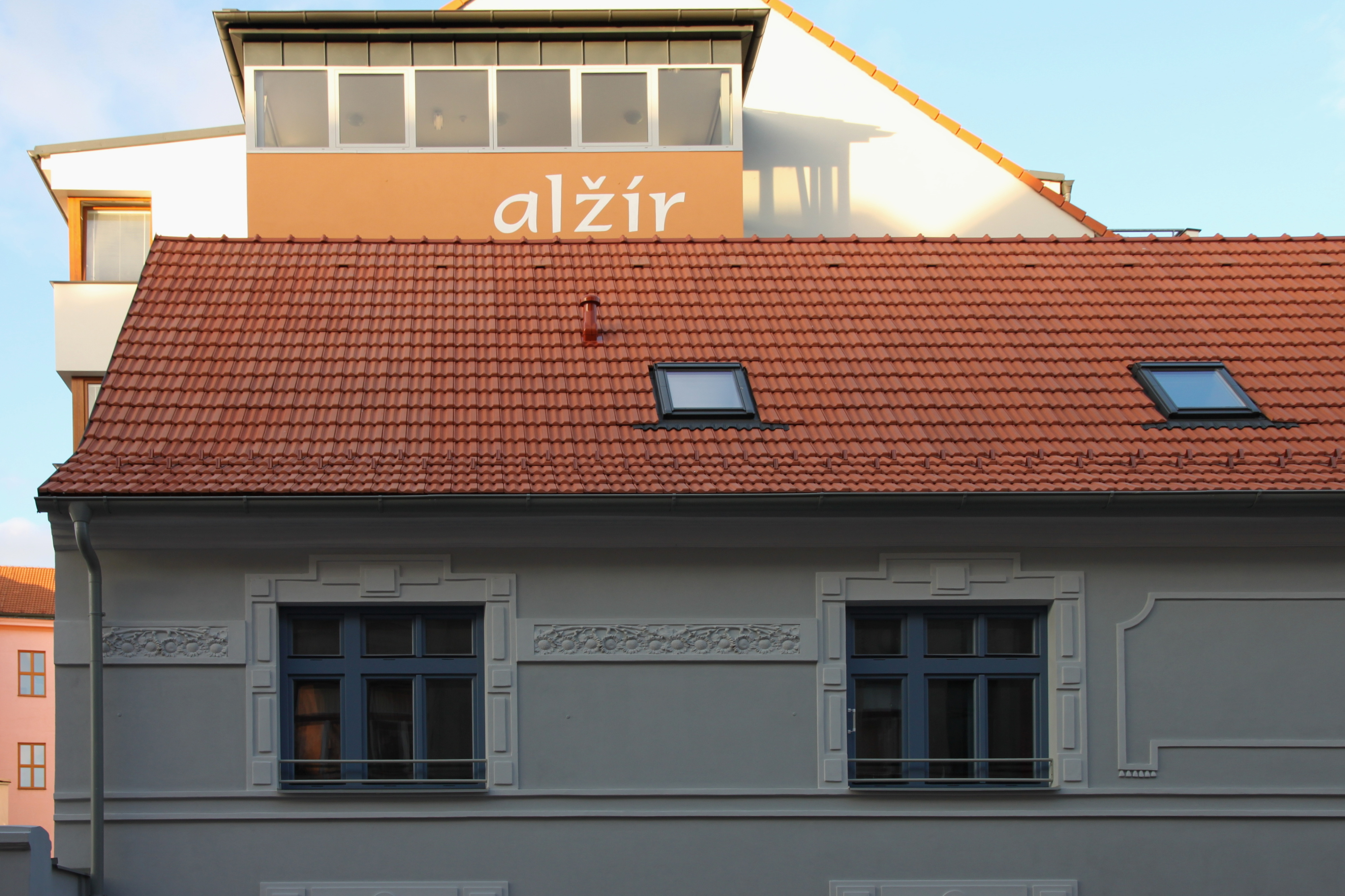
Současný stav
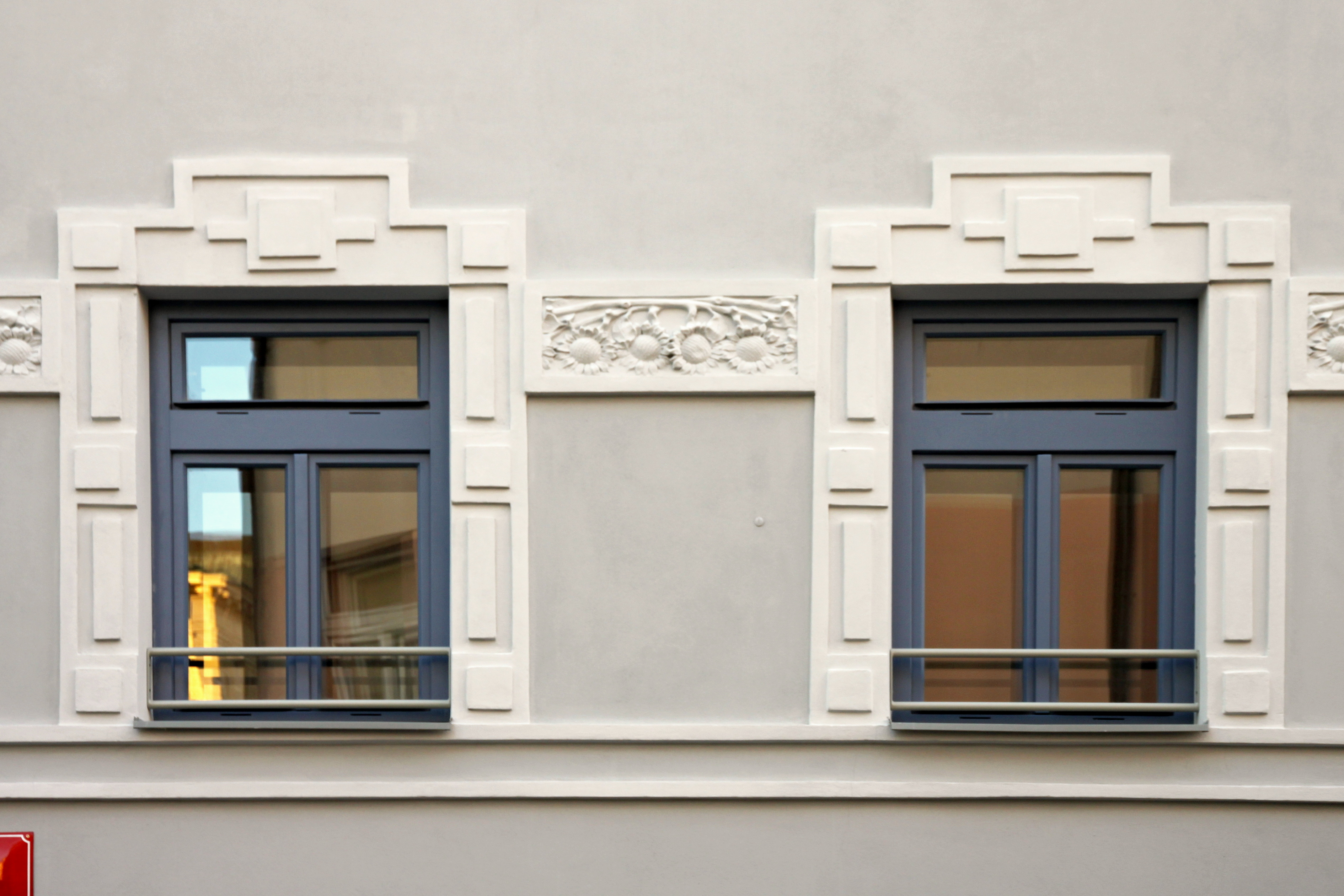
Současný stav
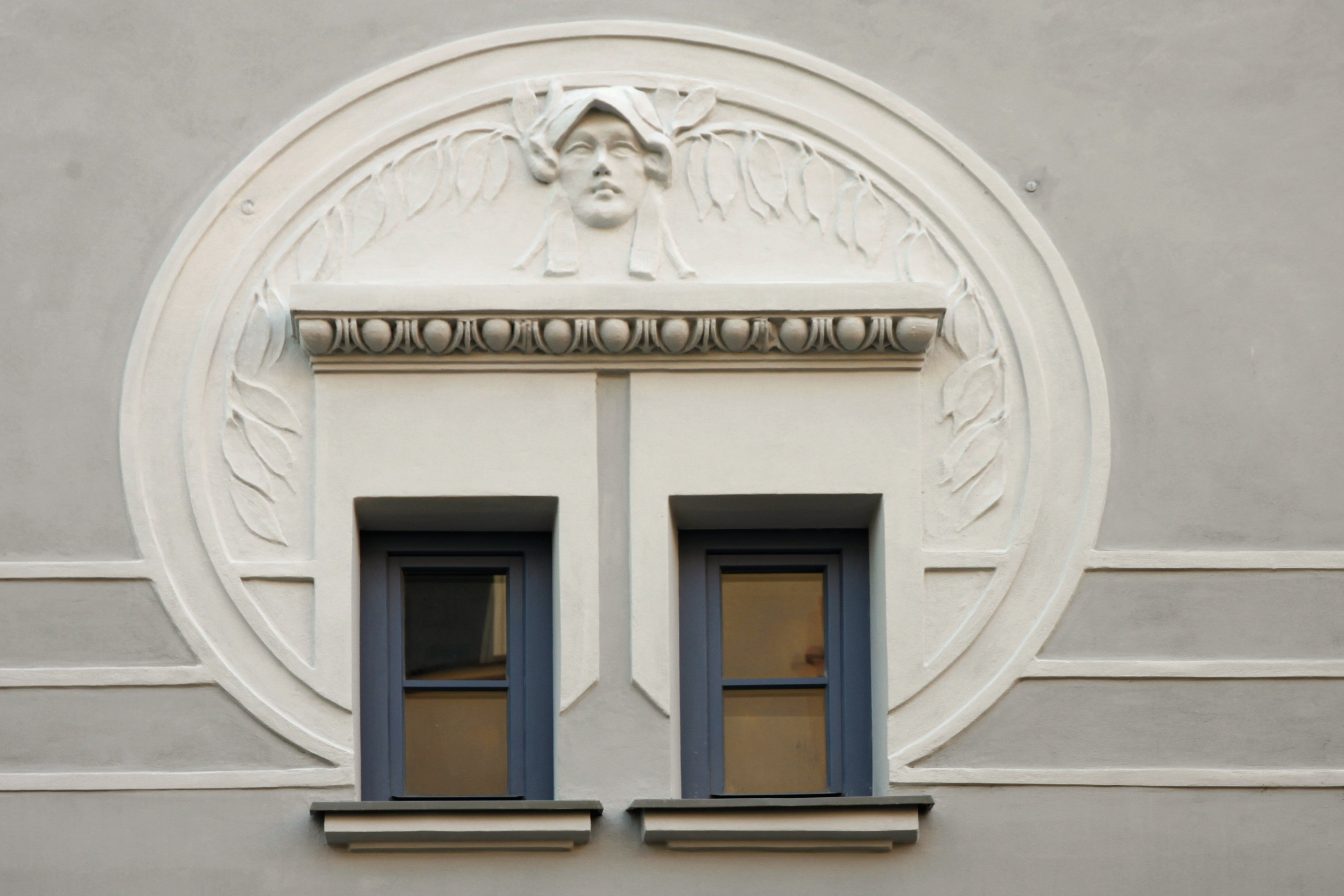
Současný stav